# Беляев, Иван Степанович (историк)
Иван Степанович Беляев (29 октября 1860, Москва, Российская империя — 4 ноября 1918, Москва, РСФСР) — русский архивист и историк.

## Биография

### Первые годы жизни
Родился 29 октября 1860 года в Москве в семье чиновника. Закончил Московское уездное училище.

### Трудовая деятельность
В 1881 году получил звание учителя городского училища и устроился на работу в Петровско-Басманное городское училище, где преподавал вплоть до 1889 года, одновременно с этим в 1886 году устроился на работу в Министерство юстиции, в Московский архив, где проработал вплоть до своей смерти. Сотрудничал в ряде газет: Голос Москвы, Московские ведомости и Современные известия, где активно занимался над публикациями заметок на педагогические темы. С 1897 по 1898 год являлся издателем и редактором научно-литературного журнала Родная речь.

### Последние годы жизни
Скончался 4 ноября 1918 года в Москве. Похоронен на Пятницком кладбище.

## Писательская деятельность
Публикация рукописи духовного завещания А.А. Нагого подвигла Беляева на написание книги «Слѣдственное дѣло объ убіеніи Дмитрія Царевича въ Угличѣ 15 мая 1591 года». В книге проводится палеографический анализ следственного дела, оспариваются версии событий Н.М. Карамзина и С.М. Соловьёва, приводится полный алфавитный список свидетелей по делу. Свой труд Беляев посвятил графу Сергею Дмитриевичу Шереметеву. Книга была издана в 1907 году в типографии Штаба Московского военного округа.